# Ahmad Gran
Ahmad ibn Ibrahim al-Ghazi känd som Ahmad Gurey, född omkring 1506, död 21 februari 1543, var somalisk härskare.
Ahmad Gurey var anförare för en islamisk rörelse med utgångspunkt i den muslimska staten Adal i Somalia med aggressioner riktade mot det kristna Etiopien. Sedan han under en tid behärskat tre fjärdedelar av Etiopien, lyckades dess nya härskare Galawdewos med portugisiskt bistånd återta riket i början av 1540-talet.